# Acolliment a sagrat

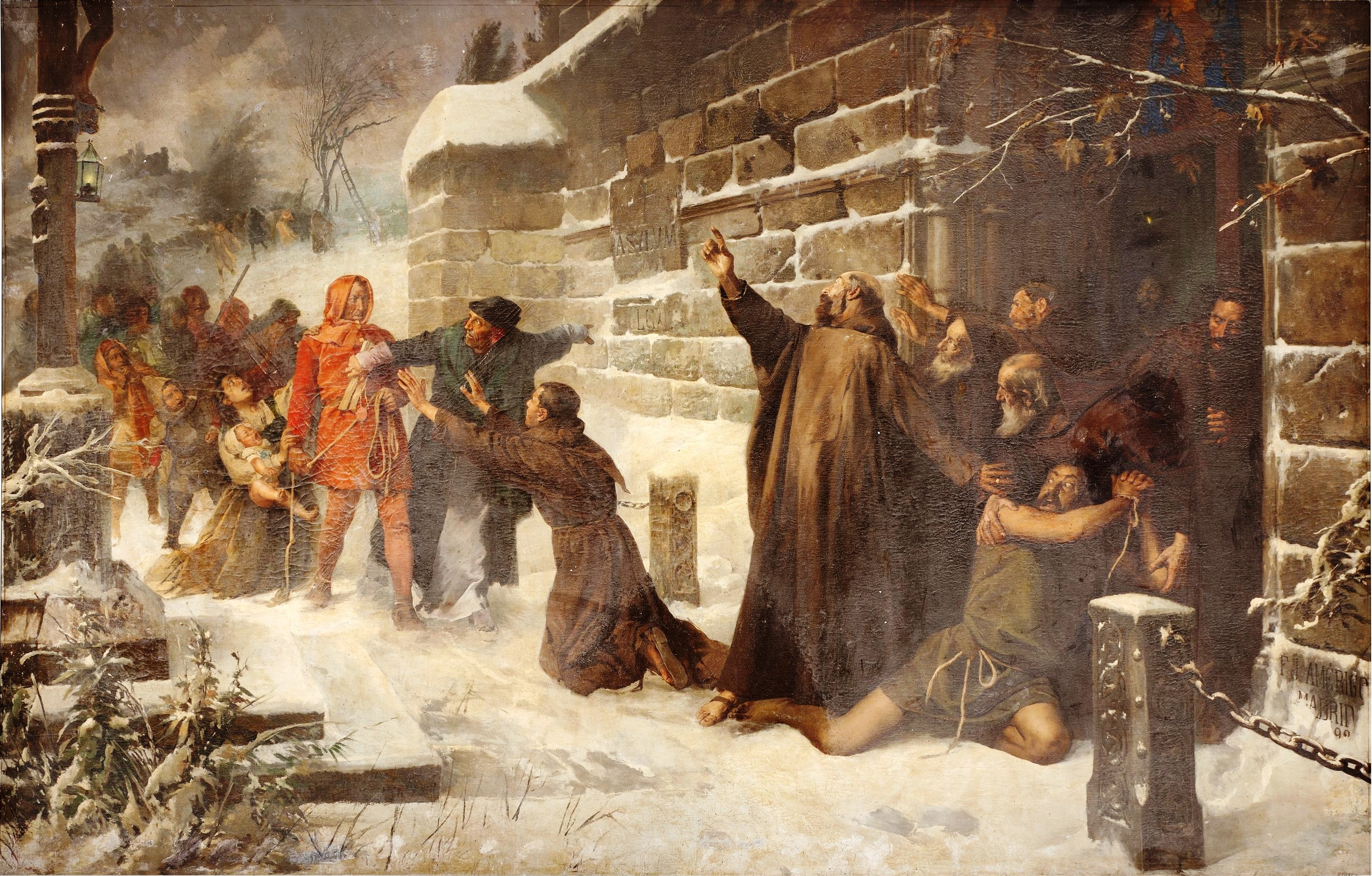
Acolliment a sagrat, de Francisco Javier Amérigo y Aparici. 1892. (Museo del Prado, Madrid).

L'acolliment a sagrat, conegut també amb el terme asil en sagrat (del grec σῦλος, silos, 'segur') era una llei medieval per la qual qualsevol perseguit per la justícia podia acollir-se a la protecció d'esglésies i monestirs. Es basava en el concepte jurídic que qualsevol oprimit per les lleis del seu país podia ser protegit per una altra autoritat, fos civil o religiosa, i derivava de l'antic costum de l'hospitalitat .

## Fonaments
Hi havia tres motius que el justificaven:
- la clemència envers qui requereix protecció;
- l'esmena dels delinqüents mitjançant penitències públiques;
- la reverència deguda als temples.

Agustí d'Hipona va exposar les dues primeres, i la tercera i més pragmàtica, que advertia que la detenció a l'interior d'un temple podia causar danys a aquest, era opinió defensada, entre d'altres, per Isidor de Sevilla.

## Orígens històrics
La institució de l'acolliment a sagrat ja es troba en diverses civilitzacions clàssiques com ara l'antic Egipte, l'antiga Grècia, la Roma imperial, i també s'observa en diverses parts del llibre de l'Antic Testament.
Acollir-se al sagrat dels temples era també un costum propi dels grecs, i el no respectar-ho era considerat un sacrilegi gravíssim, exemplificat en el desterrament dels alcmeònides.
A Grècia el terme "asylía" tenia un doble sentit: En el seu aspecte polític suposava la garantia que una ciutat oferia als visitants estrangers de respectar llur vida i propietats. En l'aspecte religiós constituïa el dret de certs temples a oferir a qualsevol que busqués protecció dintre dels seus murs la inviolabilitat respecte a aquells que el perseguissin.
El catolicisme va universalitzar-lo durant el segle iv a partir de les prèdiques de sant Ambròs i sant Gregori Nazianzé, i el va formalitzar al concili de Cartago del 399. Encara s'establia al Codi de Dret Canònic de 1917 (cànons 1160 i 1179), però actualment rarament s'aplica a la pràctica.

## Acolliment a sagrat a l'Imperi Romà
L'any 397 l'emperador Arcadi va reconèixer la existència del dret d'acolliment a sagrat. La concessió de l'asil només comportava la intervenció del bisbe corresponent per protegir els desvalguts contra la injustícia i violència dels seus opressors, però no impedia el càstig al delinqüent acollit a sagrat.
Justinià I va dictar en el seu Codi que l'asil només protegia els oprimits, no als delinqüents.

## Dret visigot
El dret visigot va acceptar el dret d'acolliment a sagrat, a causa del qual el poder civil no podia castigar a qui s'acollia a sagrat, canviant la seva pena per una multa. L'Església imposava, al seu torn, una penitència pública .

## Acolliment a sagrat a Europa

### França
Segons el Concili d'Orleans de 511, promogut per Clodoveu I, es concedia asil a qualsevol persona que es refugiés en una església, en les seves dependències o a la casa d'un bisbe. La protecció abastava fins i tot als assassins, lladres o adúlters, i als esclaus fugitius. Aquest dret d'acolliment a sagrat cristià va ser confirmat per tots els concilis posteriors.
Procediment
El sol·licitant podia negociar una indemnització amb les seves víctimes, que en cas d'acceptar-la havien de jurar sobre l'Evangeli que renunciaven a la venjança.
Abolició
Al segle xvi deixa de ser reconegut pels tribunals, per als quals res pot escapar del poder del rei.

### Anglaterra

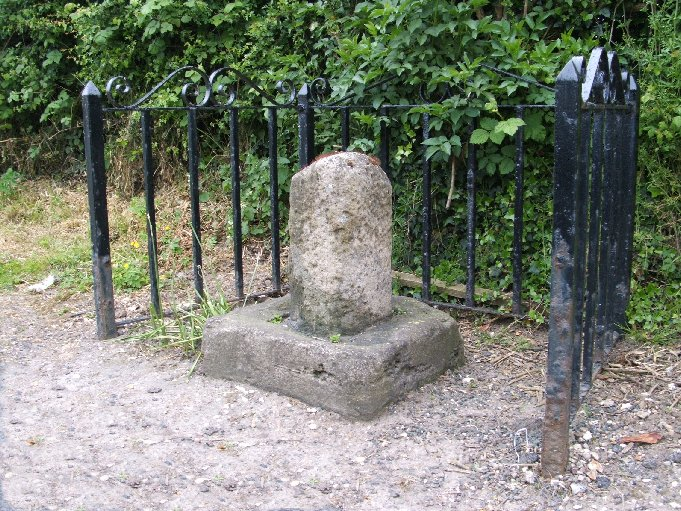
Restes d'una de les quatre fites medievals de pedra que delimitaven el santuari a Sant Joan de Beverley, Yorkshire de l'Est.

El rei Ethelbert va regular per llei el dret al voltant de l'any 600. El 1066 s'havien desenvolupat dos tipus de santuari: totes les esglésies tenien el tipus de nivell inferior (un santuari dins de l'edifici pròpiament dit), però només les esglésies amb llicència del rei tenien una versió més àmplia (santuari en les seves dependències: claustres, pòrtics), pel que tenien unes fites marcant la zona circumdant on l'asil podia ser invocat. Hi havia almenys vint-i-dues esglésies amb dret ampli de santuari: de les cartes d'un més ampli tipus de santuari, Abadia de Battle, Beverley, Colchester, Durham, Hexham, Norwich, Ripon, Wells, Catedral de Winchester, Abadia de Westminster, i Catedral de York .
Procediment
L'acolliment a sagrat es regia pel dret comú. El sol·licitant havia de confessar i lliurar les armes, i quedava sota protecció del superior de l'església en la qual s'hagués acollit. Tenia un termini de quaranta dies per rendir-se a les autoritats seculars i ser jutjat o bé confessar la seva culpabilitat i ser exiliat del regne, sense poder tornar sense permís del rei. Per això havia de fer confessió pública, renunciar als seus béns lliurant les terres a la corona i la resta a l'església, i dirigir-se al port més proper descalç, amb una creu a coll.
Abolició
Enric VIII va modificar les regles reduint el nombre de delictes pels quals es podia sol·licitar, i finalment va ser abolit completament per Jaume I el 1623.

## Acolliment a sagrat a Castella

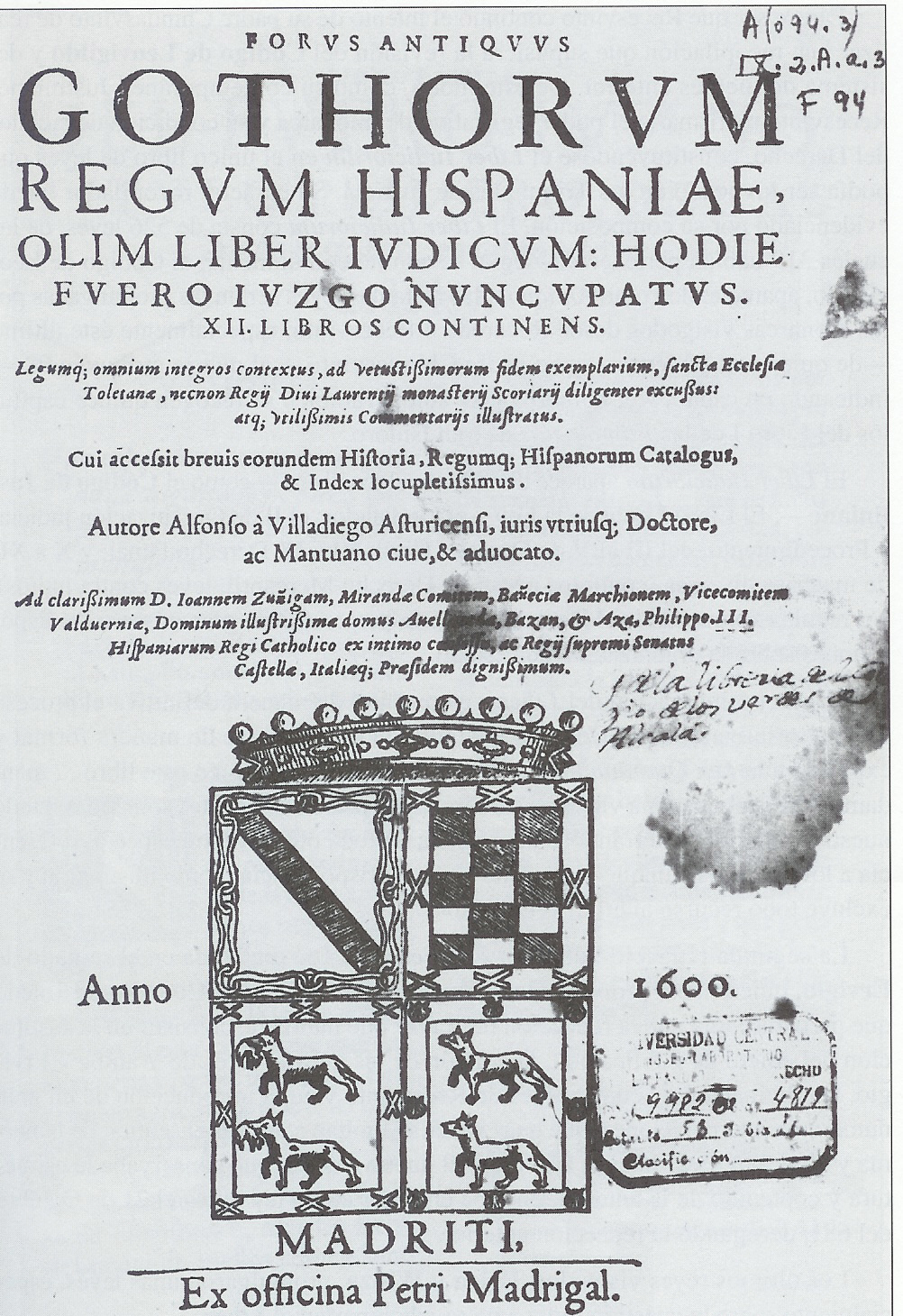
Portada del Liber Iudiciorum. Edició de 1600.

A Castella, l'acolliment a sagrat va ser legislat per diferents reis des de l'època de Teodoric II (segle v) i estudiat per juristes com Isidoro de Sevilla .
Recared, Suíntila i Wamba van dictar disposicions sobre el tema, quedant recollit l'any 654 en el Codi de Recesvint i més tard en el Fuero Juzgo, traducció al castellà promoguda el 1241 per Ferran III.
L'acolliment a sagrat va arribar a terres americanes de la mà de les lleis i usos espanyols, i es va generalitzar de tal manera que va acabar incloent les cases d'algunes famílies principals. En molts casos va servir per protegir-se de la Inquisició .

### Procediment
El procediment va quedar regulat per una butlla de Gregori XIV, segons la qual quedaven exclosos d'aquest dret els delictes greus. L'asilat havia de romandre a la presó del bisbat, i s'obria un procediment perquè el jutge eclesiàstic decidís si el dret d'acolliment a sagrat tenia raó de ser. Des del regnat de Carles III el jutge era secular i el delinqüent havia de romandre a la presó civil per evitar riscos de fuga.

### Restriccions
Les primeres restriccions a aquest dret van arribar després de la signatura el 1737 d'un concordat entre Felip V d'Espanya i Climent XII, pel qual es dividia als temples en Temples d'asil i Esglésies fredes. En aquestes últimes només es gaudiria de l'asil si estigués exposat el santíssim anys després, Climent XIII va excloure d'aquest dret als assassins.
El 1794 Carlos IV va dictar una llei limitant als casos de defensa pròpia, encara que en la pràctica no es va aplicar.

l'acolliment a sagrat a Espanya va ser modificat de nou després de la signatura de nous concordats el 1851, entre Isabel II i Pius IX, i el 1953, entre Franco i Pius XII, de tal manera que va augmentar el nombre de delictes exceptuats fins al punt de reconèixer que
| « | El dret d'acollir-se a sagrat ha arribat a ser gairebé inútil en els últims temps, perquè els casos exceptuats són molts, la pena de pèrdua de membre s'ha desterrat dels codis, i la de mort s'ha fet rara; però si hi hagués un canvi notable en la legislació, en sentit contrari, el dret d'acolliment tornaria a recobrar tota la seva importància. | » |

### Abolició
Legalment, el dret d'acollir-se a sagrat ja no existeix, ja que el concordat va quedar derogat quan va entrar en vigor la Constitució espanyola de 1978

## Acolliment a sagrat a Catalunya
A Catalunya, l'acolliment a sagrat va ser legislat per diferents reis des de l'època de Teodoric II (segle v) i estudiat per juristes com Isidor de Sevilla .
Segons el Termcat, «sagrat» és el «lloc que, per privilegi, podia servir de refugi als perseguits per la justícia». El costum d'acollir-se a sagrat va ser la causa que, durant l'Antic Règim, algunes esglésies s'omplissin de delinqüents (com es descriu a la novel·la picaresca o en cas de disturbis, dels que escapaven d'ells (com durant la revolta anticonversa de Toledo del 1467). Fins i tot al segle xx, el respecte que la policia havia de mantenir envers el sagrat de les esglésies va fer que en elles tinguessin lloc algunes reunions d'oposició al franquisme o protestes laborals, encara que el dret va ser vulnerat per exemple a Barcelona a la 
- Caputxinada de 1966

## Acolliment en sagrat a les Balears
El Dret Canònic reglamentava que qualsevol persona que fugís de la justícia i entràs en un lloc sagrat (església, cementeri o monestir) no podia ser capturada (dret d'asil). Aquest fet arribà a ser un problema per a l'església. Els asilats feien entrar als temples dones, cuinaven, ballaven, cantaven i jugaven en lloc sagrat. El cas més notori va ser el de la Seu de Ciutat de Mallorca, on sorgí una petita ciutat a les cobertes. La primera andanada contra aquest dret es va prendre en temps de Carles V i l'èxit de les campanyes contra els bandolers sols va ser una realitat quan els bisbes restringiren el privilegi. Una altra envestida forta va ser la del poder borbònic posterior a l'ocupació espanyola de les illes (1715) quan va tractar de combatre el bandolerisme endèmic a Mallorca. Ben entrat el segle xviii el refugi en sagrat seguia essent una pràctica freqüent a les Illes Balears.

### Documents
- 1399. Casos tant de respecte com de vulneració de l'acolliment a sagrat, en temps de Martí l'Humà[4]
- 1580? València. Galceran de Castellví.[5]
- 1600.[6]
- 1612-1615.[6]
- 1634. Felanitx.[7]
- 1657.[8]
- 1683. Fraga.[9]
- 1709. Eivissa.[10]

### Sagrera
La sagrera o cellera és l'espai que envolta les esglésies i que es considerava territori físic sagrat. El terme apareix esmentat en diversos concilis visigòtics que fixen la distància d'inviolabilitat de trenta passes al voltant d'esglésies i cementiris (681). Tot i la sacralització del voltant dels temples no és fins a les assemblees de Pau i Treva de Déu que limitava les accions violentes en un període al segle xi, quan les sagreres esdevenen veritables nuclis permanents d'habitació. En aquesta època l'Església va aconseguir ser vista per la pagesia com una garantia contra l'extorsió feudal garantint el dret de sagrari, això és, un radi de trenta passes al voltant d'una església o ermita, espai que el bisbe delimitava solemnement en consagrar un edifici de culte, on no s'hi podia dur a terme cap acte de violència sota pena d'excomunió. L'efecte immediat d'aquest dret va ser la concentració d'edificacions a tocar dels temples a fi d'estar sempre protegits.

## Segles XX i XXI
Modernament el dret d'acolliment a sagrat de vegades va ser vulnerat, amb diferent intensitat:
- Successos de Vitòria del 3 de març de 1976.

i de vegades es va arribar a un pacte amb els ocupants:
- Setge de l'Església de la Nativitat de Betlem de 2002